# 沈在哲
沈 在哲（シム・ジェチョル、朝鮮語: 심재철、1958年1月18日 - ）は、大韓民国の政治家、元学生運動家。第16・17・18・19・20代国会議員。
本貫は青松沈氏。カトリック教徒。ソウル大学校教育学士、中央大学校社会福祉学修士。

## 来歴
光州市出身。光州第一高等学校を卒業後、ソウル大学校師範大学英語教育科に進学した。1980年のソウルの春当時はソウル大総学生会長として、ソウル大学総学生会代議員議長の柳時敏や李海瓚らとともにソウルで発生した学生らによるデモ活動に参加した。学生らが撤退した（「ソウル駅回軍」）後、政府は沈在哲に対して指名手配令を発した。逮捕後に拷問を受けたため、金大中による内乱陰謀事件の裁判に被告人として参加した際に、「金大中からお金をもらった」と虚偽の証言を強要された。裁判で5年の懲役刑を受け、1983年12月に釈放された。なお、後の政治傾向の違いから、2019年には学生運動当時の認識について、柳時敏と論戦を広げた。また、ソウル駅回軍の直後に発生した光州事件について、ソウル回軍の当事者でもあった、のちに大統領となった文在寅は2020年に「ソウル駅回軍がなければ光州事件も発生しなかっただろう」と発言したことに対し、沈在哲は「軍はソウル駅のデモに関係なく、既にその1週間前に光州に配置された」と批判した。
釈放後はしばらく東大門女子中学校で教師を務めた後、文化放送に記者として入社した。1993年に出勤途中に交通事故に遭い、重傷を負い、のちに「中度障害者」（肢体障害）に認定された。1995年に政界入り、保守系の民主自由党に入党した。のちに後継政党の新韓国党、ハンナラ党、セヌリ党を経て、自由韓国党の院内代表、第20代国会前半の副議長を務めた。党内では「親李明博系」に位置づけされる。